# Heidi (film)
Heidi este un film românesc din 2019 regizat de Cătălin Mitulescu. Este cel de-al patrulea lungmetraj al regizorului, fiind produs de către Strada Film și turnat în București. În rolurile principale sunt actorii Gheorghe Visu și Cătălina Mihai. A avut premiera mondială în cadrul selecției oficiale a celei de-a 25-a ediții a Sarajevo International Film Festival.

## Prezentare
Heidi (Cătălina Mihai) este o tânără abandonată într-o rețea de prostituție. Pe urmele ei pornesc un polițist bătrân (Gheorghe Visu) și ajutoarele lui, doi începători într-ale meseriei (Gabriel Zaharia, Octavian Costin).

## Distribuție
- Gheorghe Visu în rolul Nea Mișu
- Cătălina Mihai în rolul Heidi
- Bogdan Dumitrache în rolul Chirvasiu
- Florin Zamfirescu în rolul Nistor
- Octavian Costin în rolul Octav
- Maria Popistașu în rolul Roxi
- Ada Condeescu în rolul Valentina
- Cristian Bota în rolul agentul Sami
- Alexandru Conovaru în rolul Udrea
- Iulian Burciu în rolul Vagabond
- Claudiu Trandafir în rolul Popa

## Producția
HEIDI este produs de Strada Film cu suportul Centrului Național al Cinematografiei și susținerea Creative Europe – MEDIA Development – Call for Proposals EACEA17/2014, Fundația Fildas Art, Farmacia Catena, Media Investment Communication, Friesland Câmpina România, BV McCann Erikson, Optimum Media, Mediaedgecia Romania, Studio Indie Production și Dacin Sara

## Premii și nominalizări
Filmul a primit 10 nominalizări la Gopo 2020.